# Donarquelle (Kassel)
Die Donarquelle, auch Donarbrunnen genannt, ist eine natürliche Quelle, heute eingefasst, im Kasseler Stadtteil Niederzwehren.
Sie befindet sich unweit westlich des Parks Schönfeld, unmittelbar nördlich bzw. östlich der Sportplätze der SpVgg Olympia 1914 Kassel (dem „Stadion Donarbrunnen“), im Winkel der Straßen Am Donarbrunnen und Brüder-Grimm-Straße.
Ihr Wasser, das dem Kleingärtnerverein Niederzwehren lange Zeit als Trinkwasserquelle diente, fließt etwa 300 m nach Osten durch die an den Park anschließenden Kleingartenanlagen und mündet dann von links in den Spittelbach – auch Hellebach, Donarbach oder Schönfeldbach und im Volksmund Spittelssiegen genannt –, der den Park Schönfeld von Nordwesten nach Südosten durchfließt.
Koordinaten: 51° 17′ 49″ N, 9° 27′ 40″ O